# Premier Padel
Premier Padel, officiellement Qatar Airways Premier Padel Tour, est le principal circuit professionnel de padel au monde, fondé par Qatar Sports Investments (QSI) en collaboration avec l'Association Professionnelle de Padel (PPA).
Le circuit est régi par la Fédération internationale de padel (FIP)

## Histoire
Créé en 2021, la Fédération internationale de padel organise dès 2022 la première édition du circuit Premier Padel.
Il absorbe dès 2024 l'ancien circuit World Padel Tour et unifie le circuit mondial, avec un nouveau circuit de référence, regroupant tous les meilleurs joueurs au monde.
En France, le championnat est diffusé sur les chaines du groupe Canal+,.
Ce circuit accueille des tournois à l'échelle mondiale, avec 24 tournois dans 16 pays pour l'édition 2025. L'un des principaux objectifs du président du circuit, Nasser al-Khelaïfi (ancien joueur professionnel de tennis et président du Paris Saint-Germain) est l'intégration du padel aux Jeux Olympiques dès 2032.
Le classement FIP Ranking est le classement de référence des joueurs de padel professionnel, qui prend en compte les 22 meilleurs résultats obtenus par les joueurs dans les tournois Premier Padel et FIP Tour.

## Compétition

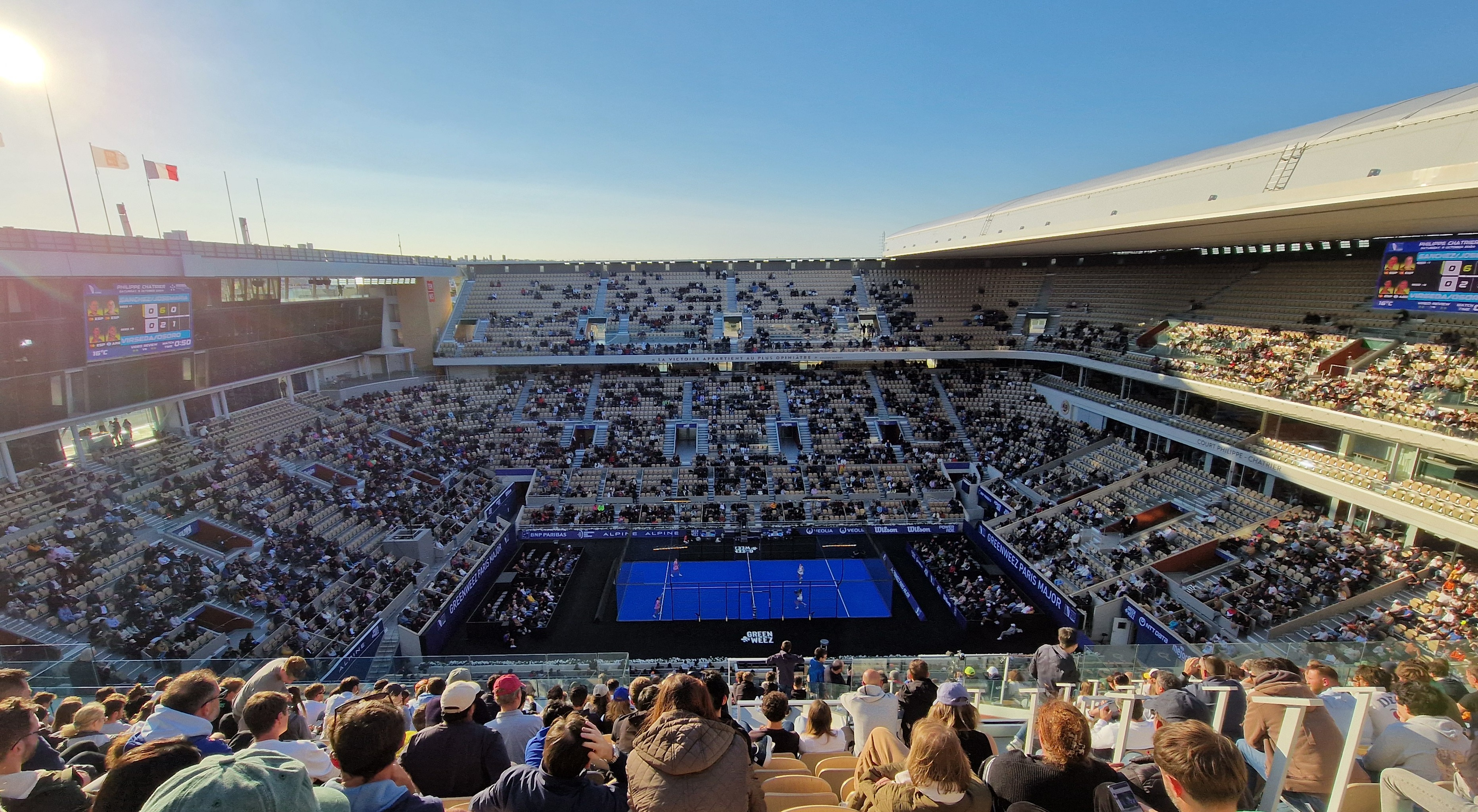
Le tournoi Major de Paris, ayant rassemblé plus de 64 000 spectateurs en 2024

Les quatre tournois phares du circuit, appelés majors, sont situés à Doha, Rome, Acapulco et Paris.
Les tournois Premier Padel ont lieu dans des sites emblématiques, comme le Stade Roland-Garros à Paris,,,, le Foro Italico de Rome, le Wizink Center de Madrid, l’Aconcagua Arena de Mendoza en Argentine, ou encore au pied des Pyramides de Gizeh en Égypte.
Les trois catégories d'épreuves (ainsi que le nombre de points remportés par la paire gagnante) sont:

- Major (2 000 points pour le classement FIP)

- P1 (1 000 points pour le classement FIP)

- P2 (600 points pour le classement FIP -depuis 2025, 500 auparavant-)
À partir de l'édition 2024 se déroule en fin d'année le Tour Finals (1 500 points pour le classement FIP) au Palau Sant Jordi de Barcelone, réunissant les 16 meilleurs joueurs et joueuses de l’année au classement FIP, sur le modèle de l'ancien Master Finals du circuit World Padel Tour. Cette édition 2024, la première depuis l'absorption du circuit World Padel Tour, est résolument internationale avec 25 tournois dans 18 pays.

### FIP Tour
En plus du circuit d'élite Premier Padel, la fédération internationale organise à travers le monde des tournois labellisés FIP Tour, rapportant également des points au classement FIP.
Les cinq catégories d'épreuves en 2024 (ainsi que le nombre de points remportés par la paire vainqueur) sont :
- FIP Platinum (200 points au classement) ;
- FIP Gold (100 points au classement) ;
- FIP Star (50 points au classement) ;
- FIP Rise (25 points au classement) ;
- FIP Promotion (10 points au classement).

Ces catégories changent dès 2025 pour plus de lisibilité :
- FIP Platinum (300 points au classement et prize money entre 120 000 € et 150 000 €) ;
- FIP Gold (150 points au classement et prize money entre 50 000 € et 80 000 €) ;
- FIP Silver (80 points au classement et prize money entre 15 000 € et 30 000 €) ;
- FIP Bronze (40 points au classement et prize money entre 7 000 € et 10 000 €) ;

En fin de saison ont lieu les Cupra FIP Finals (225 points au classement), avec un tableau final composé des huit meilleures équipes du classement FIP Tour, plus les quatre meilleures équipes des tournois américains et sud-américains, plus les deux meilleures équipes des tournois asiatiques. Enfin, deux équipes supplémentaires complètent le tableau avec un tour préliminaire où s'affrontent des équipes bénéficiant d'une wild-card.

## Éditions
Les champions annuels sont les paires masculines et féminines ayant terminé chaque saison à la 1ere place du classement FIP Ranking.
| Edition | Année | Champions en double masculin | Champions en double masculin | Champions en double féminin | Champions en double féminin |
| ------- | ----- | ---------------------------- | ---------------------------- | --------------------------- | --------------------------- |
| I       | 2022  | Alejandro Galán              | Juan Lebrón                  | Aucune édition féminine     | Aucune édition féminine     |
| II      | 2023  | Alejandro Galán              | Juan Lebrón                  | Ariana Sánchez              | Paula Josemaría             |
| III     | 2024  | Arturo Coello                | Agustín Tapia                | Ariana Sánchez              | Paula Josemaría             |
| IV      | 2025  |                              |                              |                             |                             |

## Nombre de tournois remportés

### Championnat masculin
| Pos. | Joueur               | Nombre de tournois | Major | P1 | P2 | Finals | Dernier tournoi remporté |
| ---- | -------------------- | ------------------ | ----- | -- | -- | ------ | ------------------------ |
| 1.   | Arturo Coello        | 27                 | 7     | 14 | 6  |        | 03/08/2025               |
| 2.   | Agustín Tapia        | 26                 | 6     | 14 | 6  |        | 03/08/2025               |
| 3.   | Alejandro Galán      | 15                 | 4     | 7  | 4  |        | 15/06/2025               |
| 4.   | Federico Chingotto   | 9                  | 2     | 3  | 4  |        | 15/06/2025               |
| 5.   | Juan Lebrón          | 8                  | 2     | 4  | 2  |        | 16/03/2025               |
| 6.   | Franco Stupaczuk     | 5                  | 1     | 2  | 2  |        | 16/03/2025               |
| 7.   | Martín Di Nenno      | 3                  | 2     |    | 1  |        | 04/08/2024               |
| 8.   | Pablo Lima           | 2                  |       | 2  |    |        | 30/10/2022               |
| =    | Coki Nieto           | 2                  |       |    | 1  | 1      | 22/12/2024               |
| =    | Jon Sanz             | 2                  |       |    | 1  | 1      | 22/12/2024               |
| 11.  | Fernando Belasteguín | 1                  | 1     |    |    |        | 04/12/2022               |
| =    | Paquito Navarro      | 1                  | 1     |    |    |        | 02/04/2022               |
| 13.  | Miguel Yanguas       | 1                  |       |    | 1  |        | 26/10/2024               |
| =    | Francisco Cabeza     | 1                  |       |    | 1  |        | 02/03/2025               |
| =    | Diego García         | 1                  |       |    | 1  |        | 02/03/2025               |

Actualisé le 3 août 2025.

### Championnat féminin
| Pos. | Joueur            | Nombre de tournois | Major | P1 | P2 | Finals | Dernier tournoi remporté |
| ---- | ----------------- | ------------------ | ----- | -- | -- | ------ | ------------------------ |
| 1.   | Ariana Sánchez    | 15                 | 4     | 7  | 3  | 1      | 29/06/2025               |
| =    | Paula Josemaría   | 15                 | 4     | 7  | 3  | 1      | 29/06/2025               |
| 3.   | Gemma Triay       | 13                 | 4     | 5  | 4  |        | 03/08/2025               |
| 4.   | Delfina Brea      | 13                 | 2     | 5  | 6  |        | 03/08/2025               |
| 5.   | Beatriz González  | 9                  |       | 4  | 5  |        | 20/07/2025               |
| 6.   | Claudia Fernández | 8                  | 1     | 4  | 3  |        | 20/07/2025               |
| 7.   | Marta Ortega      | 3                  | 1     |    | 2  |        | 26/10/2024               |
| 8.   | Sofia Araujo      | 3                  |       |    | 3  |        | 08/07/2025               |
| 9.   | Jéssica Castelló  | 1                  |       | 1  |    |        | 24/03/2024               |
| =    | Claudia Jensen    | 1                  |       | 1  |    |        | 24/03/2024               |
| =    | Andrea Ustero     | 1                  |       | 1  |    |        | 08/07/2025               |

Actualisé le 3 août 2025.

## Popularité

### En France
La France est l'un des principaux pays au cœur du circuit Premier Padel.
En effet, en plus du P2 organisé à Bordeaux, l'un des quatre tournois Major a lieu à Paris, au Stade Roland-Garros. Ce tournoi a rassemblé plus de 64 000 spectateurs en 2024, signe d'un fort intérêt du padel en France (qui compte 500 000 pratiquants de padel en 2024, 1 006 000 licenciés multi-raquettes FFT, et plus de 70 000 licenciés purement padel), et près de 3 000 pistes à travers le pays).

### Dans le monde
Avec 24 tournois dans 16 pays pour l'édition 2025, le circuit est représenté à l'international, avec des étapes en Europe, en Afrique, en Asie et en Amérique.
Le circuit jouit principalement d'une grande notoriété en Espagne, où le padel est le deuxième sport national, derrière le football, mais devant le tennis.